# Sultanát Demak
Sultanát Demak (javánsky ꦏꦱꦸꦭ꧀ꦠꦤꦤ꧀ ꦢꦼꦩꦏ꧀, indonésky Kesultanan Demak) byl muslimský státní útvar na indonéském ostrově Jáva vzniklý v souvislosti s rozpadem hinduisticko-buddhistické Madžapahitské říše.
Sultanát byl prvním muslimským státem na Jávě a ovládal většinu severního pobřeží Jávy a jižní Sumatry s centrem v přístavním městě Demak, které bylo zbudováno v patnáctém století jako osada Glagah Wangi, později přejmenované na Demak Bintara. Z osady se stalo kvetoucí středisko jávského obchodu s Čínou, Gudžarátem, Arábií a rovněž nedalekými muslimskými státy jako Pasai, Malakka a Bani Čampa (tj. muslimská Čampa). Vlivem muslimským obchodníků se islám v Demaku rychle šířil a odtud ho poté ho do okolí rozšiřovali sultánové prostřednictvím svých výbojů.
Ačkoliv sultanát existoval jen něco málo přes sto let, sehrál důležitou roli v šíření islámu do Indonésie, a to zejména na Jávě a sousedních ostrovech. Tím však vyvrátil hinduisticko-buddhistické sociální, náboženské a kulturní uspořádání rozvíjené staršími říšemi před ním, takže i dříve vládnoucí královská rodina před islámem uprchla na nedaleké Bali.
V průběhu času i vítězný sultanát nakonec upadl v důsledku bojů se svými čím dál silnějšími vazaly, až se nakonec sám stal vazalem jednoho z nich, a definitivně zanikl poté, co sultán Hadiwijaya učinil z Pajangu své nové hlavní město.